# Frontière entre la Croatie et l'Italie
La frontière entre la Croatie et l'Italie est intégralement maritime dans la Mer Adriatique. Cette frontière suit les contours définis par un traité bilatéral entre l'Italie et la Yougoslavie signé dès 1968.
L'extrémité nord a été revue à la suite de la disparition de la Yougoslavie avec l'indépendance de la Slovénie en 1991 avec un différend dans la Baie de Piran.
Un conflit au Sud existait aussi à propos de frontière avec la Serbie-et-Monténégro sur les Bouches de Kotor.

## Tracé
Le tracé est défini par l'accord entre l'Italie et la Yougoslavie relatif à la délimitation du plateau continental entre les deux pays en mer Adriatique signé le 8 janvier 1968.
La frontière tient compte de la présence de l'île croate de Palagruža au milieu de l'Adriatique qui constitue un disque de souveraineté de 12 miles marin.
- Point 01 : 45° 27'.2 N, 13° 12'.7 E
- Point 02 : 45° 25'.9 N, 13° 11'.4 E
- Point 03 : 45° 20'.1 N, 13° 06'.1 E
- Point 04 : 45° 16'.8 N, 13° 03'.8 E
- Point 05 : 45° 12'.3 N, 13° 01'.2 E
- Point 06 : 45° 11'.1 N, 13° 00'.5 E
- Point 07 : 44° 58'.5 N, 13° 04'.7 E
- Point 08 : 44° 46'.1 N, 13° 06'.1 E
- Point 09 : 44° 44'.3 N, 13° 06'.8 E
- Point 10 : 44° 30'.0 N, 13° 08'.1 E
- Point 11 : 44° 28'.6 N, 13° 11'.0 E
- Point 12 : 44° 27'.9 N, 13° 11'.7 E
- Point 13 : 44° 17'.8 N, 13° 28'.3 E
- Point 14 : 44° 12'.5 N, 13° 37'.9 E
- Point 15 : 44° 10'.8 N, 13° 40'.0 E
- Point 16 : 44° 00'.5 N, 14° 00'.9 E
- Point 17 : 43° 57'.5 N, 14° 05'.0 E
- Point 18 : 43° 54'.0 N, 14° 10'.3 E
- Point 19 : 43° 43'.0 N, 14° 21'.4 E
- Point 20 : 43° 40'.3 N, 14° 23'.5 E
- Point 21 : 43° 38'.4 N, 14° 24'.5 E
- Point 22 : 43° 26'.4 N, 14° 26'.4 E
- Point 23 : 43° 31'.6 N, 14° 30'.4 E
- Point 24 : 43° 29'.7 N, 14° 32'.0 E
- Point 25 : 43° 25'.2 N, 14° 34'.9 E
- Point 26 : 43° 13'.0 N, 14° 46'.0 E
- Point 27 : 43° 10'.6 N, 14° 47'.9 E
- Point 28 : 43° 03'.8 N, 14° 54'.5 E
- Point 29 : 43° 00'.8 N, 14° 57'.9 E
- Point 30 : 42° 59'.2 N, 15° 00'.7 E
- Point 31 : 42° 47'.9 N, 15° 09'.5 E
- Point 32 : 42° 36'.8 N, 15° 21'.8 E
- Point 33 : 42° 29'.5 N, 15° 44'.8 E
- Point 34: Situé à 12 milles du phare de l'île de Pelagosa, à 103 degrés du phare lui-même (palier vrai)
  - La ligne de délimitation du point 34 au point 35 suit un cercle d'un rayon de 12 milles du phare de l'île de Pelagosa.
- Point 36: Situé à 12 milles du phare de l'île de Pelagosa, sur l'alignement du phare de l'île de Pelagosa au phare de Vieste.
  - La ligne de délimitation du point 35 au point 36 suit un cercle d'un rayon de 12 milles de l'îlot de Caiola.
- Point 36: situé à 12 milles de l’îlot de Caiola sur l’alignement du phare de l’île de Pelagosa au point 37.
- Point 37 : 42° 16'.0 N, 16° 37'.1 E
- Point 38 : 42° 07'.0 N, 16° 56'.8 E
- Point 39 : 41° 59'.5 N, 17° 13'.0 E
- Point 41 : 41° 50'.2 N, 17° 37'.0 E
- Point 42 : 41° 38'.5 N, 18° 00'.0 E
- Point 43 : 41° 30'.0 N, 18° 13'.0 E